# Sellocharis
Sellocharis es un género monotípico de plantas con flores perteneciente a la familia Fabaceae. Su única especie: Sellocharis paradoxa, es originaria de Sudamérica en Brasil.